# Dondervogel Frank
Frank is een personage uit de film Fantastic Beasts and Where to Find Them gebaseerd op de verhalen van J.K. Rowling. Frank is meer bepaald een dondervogel.
Dondervogels, ofwel Thunderbirds verschillen niet veel van hippogriefen maar leunen toch dichter aan bij feniksen. Alle drie zijn het magische vogels met stevige, krachtige vleugels en grote snavels. De Dondervogel leeft in Arizona. Het zijn zeer waardevolle vogels, vooral omwille van hun staartveren. Deze worden vooral gebruikt voor het maken van toverstokken en zijn daarom zeer gewild door toverstokmakers en -verkopers. Stokken met een kern van Dondervogelstaart zouden zeer krachtig zijn maar ook moeilijk te beheersen. De Dondervogel is tevens het symbool van een afdeling van de beroemdste Amerikaanse toverschool Ilvermory. De dondervogel kan bovennatuurlijk gevaar aanvoelen en bezit krachtige vleugels. Als hij met zijn vleugels slaat (terwijl hij vliegt) kan hij storm creëren.
In de film Fantastic Beasts and Where to Find Them redt Newt Scamander de Dondervogel uit de handen van mensensmokkelaars in Egypte. Newt geeft de dondervogel een naam (Frank) en belooft hem om hem weer vrij te laten in zijn natuurlijke habitat.